# أندي إدواردز (لاعب كرة قدم)
أندي إدواردز (بالإنجليزية: Andy Edwards)‏ هو لاعب كرة قدم بريطاني في مركز نصف الجناح، ولد في 28 مارس 1965 في ريكسهام في المملكة المتحدة. لعب مع نادي ريكسهام.